# Doddaghatta, Channagiri
Doddaghatta là một làng thuộc tehsil Channagiri, huyện Davanagere, bang Karnataka, Ấn Độ.